# Грейс-Харбор
Округ Грейс-Харбор (англ. Grays Harbor County) — округ штата Вашингтон, США. Население округа на 2000 год составляло 67 194 человека. Административный центр округа — город Монтесано.

## История
Округ Грейс-Харбор основан в 1854 году.

## География
Округ занимает площадь 4965 км2.

## Демография
Согласно переписи населения 2000 года, в округе Грейс-Харбор проживало 67 194 человека (данные Бюро переписи населения США). Плотность населения составляла 13,5 человек на квадратный километр.